# Петров, Александр Владимирович (селекционер)
Александр Владимирович Петров (25 октября 1891, Мошник, Тверская губерния, Российская империя —1978) — учёный в области селекции плодовых и ягодных культур, доктор биологических наук, заслуженный деятель науки РСФСР, лауреат Сталинской премии (1946).

## Биография
Родился 25 октября 1891 года в деревне Мошник (сейчас — Кувшиновский район Тверской области) в семье крестьянина-середняка.
Среднее образование получил в Торжке. Окончил Московскую сельскохозяйственную академию и некоторое время работал там же на кафедре плодоводства.
С 1924 г. старший научный сотрудник, заведующий отделом селекции Московской плодово-ягодной станции, затем преподавал в Студенецком садово-огородном техникуме.
В 1931—1936 гг. работал на Селекционно-генетической станции плодовых культур (с 1934 года — Центральная генетическая лаборатория им. И. В. Мичурина, ЦГЛ).
С 1936 по 1960 г. зав. отделом селекции Московской плодово-ягодной станции. Постановлением Совета Министров РСФСР от 8 сентября 1960 года станция была преобразована в Научно-исследовательский зональный институт садоводства нечернозёмной полосы. Там работал старшим научным сотрудником, с 1967 г. — консультантом.
Вывел 25 сортов плодовых и ягодных культур, в том числе земляники — 5, яблони — 12, крыжовника — 3, груши — 5.
Доктор биологических наук.
Депутат Верховного Совета СССР IV созыва.
Лауреат Сталинской премии (1946). Заслуженный деятель науки РСФСР.
Сочинения:
- Сорта плодовых и ягодных культур [Текст] : Для сред. полосы Европ. части СССР / Лауреат Сталинской премии канд. с.-х. наук А. В. Петров, К. А. Ширяева, лауреат Сталинской премии В. А. Ефимов [и др.] ; Моск. плодовоягодная опыт. станция М-ва сельского хозяйства РСФСР. — 2-е изд., испр. и доп. — Москва : Сельхозгиз, 1951. — 456 с., 17 л. ил. : ил.; 23 см.
- Рождение сорта [Текст]: Заметки селекционера / А. В. Петров, лауреат Сталинской премии. — Москва : Моск. рабочий, 1951. — 80 с., 1 л. портр. : ил.; 20 см.
- Селекция плодовых и ягодных культур [Текст] / А. В. Петров, Н. К. Смольянинова. — [Москва] : Моск. рабочий, 1953. — 52 с. : ил.; 17 см. — (Б-чка садовода-любителя).
- Crearea unui soi nou [Текст] / A. V. Petrov. — Bucureşti : Ed. agro-silvică de stat, 1953. — 89 с. : ил., портр.; 20 см.

Сын - Юрий Александрович Петров, селекционер груш.